# بامبا ديانغ
بامبا ديانغ (بالفرنسية: Bamba Dieng) هو لاعب كرة قدم سنغالي في مركز الهجوم، ولد في 1 سبتمبر 2000 في بيكين ‏ في السنغال. لعب مع أولمبيك مارسيليا ونادي ديامبارز.

## وصلات خارجية
- بامبا ديانغ على موقع إي إس بي إن إف سي (الإنجليزية)
- بامبا ديانغ على موقع قاعدة بيانات كرة القدم.إي يو (الإنجليزية)
- بامبا ديانغ على موقع ليكيب (الفرنسية)
- بامبا ديانغ على موقع ناشيونال فوتبول تيمز (الإنجليزية)
- بامبا ديانغ على موقع Soccerbase.com (لاعب) (الإنجليزية)
- بامبا ديانغ على موقع Soccerway.com (الإنجليزية)
- بامبا ديانغ على موقع عالم كرة القدم.نت (الإنجليزية)
- بامبا ديانغ على موقع AS.com (الإسبانية)